# Электромагнитное взаимодействие
Электромагни́тное взаимоде́йствие или электромагнетизм — одно из четырёх фундаментальных взаимодействий. Существует между частицами, обладающими электрическим зарядом. С современной точки зрения электромагнитное взаимодействие между заряженными частицами осуществляется не прямо, а только посредством электромагнитного поля.
С точки зрения квантовой теории поля электромагнитное взаимодействие переносится безмассовым бозоном — фотоном (частицей, которую можно представить как квантовое возбуждение электромагнитного поля). Сам фотон электрическим зарядом не обладает, но может взаимодействовать с другими фотонами путём обмена виртуальными электрон-позитронными парами.
Из фундаментальных частиц в электромагнитном взаимодействии участвуют также имеющие электрический заряд частицы: кварки, электрон, мюон и тау-лептон (из фермионов), а также заряженные калибровочные W±-бозоны. Остальные фундаментальные частицы Стандартной Модели (все типы нейтрино, бозон Хиггса и переносчики взаимодействий: калибровочный Z0-бозон, фотон, глюоны) электрически нейтральны.
Электромагнитное взаимодействие отличается от слабого и сильного взаимодействия своим дальнодействующим характером — сила взаимодействия между двумя зарядами спадает только как вторая степень расстояния (см.: закон Кулона). По такому же закону спадает с расстоянием гравитационное взаимодействие. Электромагнитное взаимодействие заряженных частиц намного сильнее гравитационного, и единственная причина, по которой электромагнитное взаимодействие не проявляется с большой силой в космических масштабах — электрическая нейтральность материи, то есть наличие в каждой области Вселенной с высокой степенью точности равных количеств положительных и отрицательных зарядов.
В классических (неквантовых) рамках электромагнитное взаимодействие описывается классической электродинамикой.

## Свойства
В электромагнитном взаимодействии могут принимать участие только объекты, обладающие электрическим зарядом (в том числе и нейтральные в целом, но состоящие из заряженных частиц). Таковыми являются большинство известных фундаментальных элементарных частиц, в частности, все кварки, все заряженные лептоны (электрон, мюон и тау-лептон), а также заряженные калибровочные бозоны W±. По современным представлениям электромагнитное взаимодействие осуществляется через электромагнитное поле, кванты которого — фотоны — являются переносчиками электромагнитного взаимодействия.
В отличие от слабого и сильного взаимодействий, электромагнитное взаимодействие так же, как и гравитационное, является дальнодействующим. В частности, сила притяжения неподвижных противоположно заряженных тел спадает на больших расстояниях степенным образом — по закону обратного квадрата (см. закон Кулона). Дальнодействие электромагнитных сил обусловлено отсутствием массы у фотонов как переносчиков этого взаимодействия.
В микромире интенсивность (эффективное сечение) электромагнитного взаимодействия характеризуется величиной постоянной тонкой структуры (в СГСЭ):
{\displaystyle \alpha ={\frac {e^{2}}{\hbar c}}\approx {\frac {1}{137}}},
где {\displaystyle e} — элементарный электрический заряд, {\displaystyle \hbar } — постоянная Планка, {\displaystyle c} — скорость света в вакууме. На уровне ядерных реакций по «силе» электромагнетизм занимает промежуточное положение между сильным и слабым взаимодействиями. Характерные времена распадов, вызванных электромагнитным взаимодействием, — около 10−12 — 10−20 с, в то время, как для сильного взаимодействия — порядка 10−23 с, а для слабого — 103 — 10−13 с. В качестве примера можно привести сравнение сечения рассеяния на протоне фотона с энергией 1 ГэВ и пиона с соответствующей полной энергией в системе центра масс. Для пиона, взаимодействие которого с протоном обусловлено сильным взаимодействием, сечение в 10 000 раз больше.
Электромагнитное взаимодействие сохраняет пространственную чётность (так называемую Р-чётность), зарядовую чётность (так называемую C-чётность), а также такие квантовые числа, как странность, очарование, красота. Это отличает электромагнетизм от слабого взаимодействия. Одновременно, в отличие от сильного взаимодействия, электромагнитное взаимодействие в процессах с адронами не сохраняет изотопический спин (сопровождаясь испусканием фотона, он может меняться на ±1 или 0) и нарушает G-чётность.
Наличие законов сохранения с учётом свойств фотонов накладывает определённые правила отбора на процессы с участием электромагнитного взаимодействия. Например, поскольку спин фотона равен 1, запрещены излучательные переходы между состояниями с нулевым моментом импульса. Необходимость сохранять зарядовую чётность приводит к тому, что системы с положительной зарядовой чётностью распадаются с испусканием только чётного количества фотонов, а с отрицательной зарядовой чётностью — только нечётного. В частности, парапозитроний распадается на два фотона, а ортопозитроний — на три (см. позитроний).

## Роль в природе
За счёт дальнодействия электромагнитное взаимодействие заметно проявляется как на макроскопическом, так и на микроскопическом уровнях. Фактически, подавляющее большинство физических сил в классической механике — силы упругости, силы трения, силы поверхностного натяжения и т. д. — имеют электромагнитную природу.
Электромагнитное взаимодействие определяет большинство физических свойств макроскопических тел и, в частности, изменение этих свойств при переходе из одного агрегатного состояния в другое. Электромагнитное взаимодействие лежит в основе химических превращений. Электрические, магнитные и оптические явления также сводятся к электромагнитному взаимодействию.
На микроскопическом уровне электромагнитное взаимодействие (с учётом квантовых эффектов) определяет структуру электронных оболочек атомов, структуру молекул, а также более крупных молекулярных комплексов и кластеров. В частности, величина элементарного электрического заряда определяет размеры атомов и длину связей в молекулах. Например, радиус Бора равен {\displaystyle {{4\pi \varepsilon _{0}\hbar ^{2}} \over {m_{e}e^{2}}}}, где {\displaystyle \varepsilon _{0}} — электрическая постоянная, {\displaystyle \hbar } — постоянная Планка, {\displaystyle m_{e}} — масса электрона, {\displaystyle e} — элементарный электрический заряд.

## Теоретическое описание

### Классическая электродинамика
В большинстве случаев макроскопические электромагнитные процессы с необходимой степенью точности могут быть описаны в рамках классической электродинамики. В этом случае взаимодействующие объекты рассматриваются как совокупность материальных точек, характеризуемых помимо массы также и электрическим зарядом. При этом полагается, что взаимодействие осуществляется посредством электромагнитного поля — отдельным видом материи, пронизывающим всё пространство.

#### Электростатика
Электростатика рассматривает взаимодействие неподвижных заряженных тел. Основным законом электростатики является закон Кулона, устанавливающий связь между силой притяжения/отталкивания двух заряженных материальных точек, величиной их заряда и расстоянием между ними. В математической форме закон Кулона имеет вид:
{\displaystyle {\vec {F}}_{12}=k{\frac {q_{1}q_{2}}{r_{12}^{3}}}{\vec {r}}_{12},}
где {\displaystyle {\vec {F}}_{12}} — сила, с которой частица 1 действует на частицу 2, {\displaystyle q_{1,2}} — величины зарядов частиц 1 и 2 соответственно, {\displaystyle {\vec {r}}_{12}} — радиус-вектор, проведённый из точки расположения частицы 1 в точку расположения частицы 2 ({\displaystyle r_{12}} — модуль этого вектора), {\displaystyle k} — размерный коэффициент, значение которого зависит от используемой системы единиц, в СГС он равен 1, в СИ:
{\displaystyle k={\frac {1}{4\pi \varepsilon _{0}}},}
где {\displaystyle \varepsilon _{0}} — электрическая постоянная.
В рамках электростатики величина электрического поля, создаваемого точечным зарядом, определяется выражением:
{\displaystyle {\vec {E}}=k{\frac {q}{r^{3}}}{\vec {r}},}
где {\displaystyle {\vec {E}}} — напряжённость электрического поля в данной точке, {\displaystyle q} — величина заряда частицы, создающей это поле, {\displaystyle {\vec {r}}} — радиус-вектор, проведённый из точки расположения частицы в точку, где определяется поле ({\displaystyle r} — модуль этого вектора).
Сила, действующая на заряженную частицу, помещённую в электрическое поле, определяется выражением:
{\displaystyle {\vec {F}}=q{\vec {E}},}
где {\displaystyle q} — величина электрического заряда частицы, {\displaystyle {\vec {E}}} — векторная сумма напряжённостей электрических полей, созданных всеми частицами (за исключением рассматриваемой) в точке, где находится частица.
В случае, если заряд распределён в некотором объёме с плотностью {\displaystyle \rho ({\vec {r}})}, то электростатическое поле, создаваемое им, может быть найдено из электростатической теоремы Гаусса, имеющей в дифференциальной форме в системе СГС следующий вид:
{\displaystyle \mathrm {div} {\vec {E}}=4\pi \rho .}
В присутствии поляризуемой диэлектрической среды величина электрического поля, создаваемого свободными зарядами, изменяется из-за влияния связанных зарядов, входящих в состав среды. Это изменение во многих случаях может быть охарактеризовано посредством введения вектора поляризации среды {\displaystyle {\vec {P}}} и вектора электрической индукции {\displaystyle {\vec {D}}.} При этом выполняется следующее соотношение:
{\displaystyle {\vec {D}}={\vec {E}}+4\pi {\vec {P}}.}
Теорема Гаусса в этом случае записывается в виде:
{\displaystyle \mathrm {div} {\vec {D}}=4\pi \rho ,}
где под {\displaystyle \rho } понимается плотность только свободных зарядов.
В большинстве случаев рассматриваемые поля значительно слабее внутриатомных полей, поэтому справедлива линейная связь между вектором поляризации и напряжённостью электрического поля в данной точке. Для изотропных сред математически этот факт выражается следующим равенством:
{\displaystyle {\vec {P}}=\alpha {\vec {E}},}
где {\displaystyle \alpha } — коэффициент, характеризующий поляризуемость данного диэлектрика при данных температуре и давлении. Аналогично, справедлива линейная связь между напряжённостью и индукцией:
{\displaystyle {\vec {D}}=\varepsilon {\vec {E}},}
где коэффициент {\displaystyle \varepsilon =1+4\pi \alpha } носит название диэлектрической проницаемости.
С учётом поляризуемой среды приведённые выше формулы для силы электростатического взаимодействия и напряжённости электростатического поля принимают вид:
{\displaystyle {\vec {F}}_{12}=k{\frac {q_{1}q_{2}}{\varepsilon r_{12}^{3}}}{\vec {r}}_{12},}
{\displaystyle {\vec {E}}=k{\frac {q}{\varepsilon r^{3}}}{\vec {r}}.}

#### Магнитостатика
Магнитостатика изучает взаимодействие постоянных по величине и неподвижных в пространстве электрических токов, представляющих по своей сути поток заряженных частиц. В основе магнитостатики лежат закон Био — Савара — Лапласа и закон Ампера. Закон Био — Савара — Лапласа позволяет находить величину магнитного поля, создаваемого малым элементом тока. Если имеется линейный элемент тока длиною {\displaystyle \mathrm {d} l,} сила тока в котором равна {\displaystyle {\mathcal {I}},} то он создаёт в окружающем пространстве магнитное поле, индукция которого определяется выражением:
{\displaystyle {\vec {\mathrm {d} B}}=k^{\prime }{\mathcal {I}}{\frac {\left[{\vec {\mathrm {d} l}}\times {\vec {r}}\right]}{r^{3}}},}
где {\displaystyle {\vec {r}}} — радиус-вектор, проведённый от точки расположения элемента тока до точки пространства, в которой определяется магнитное поле ({\displaystyle r} — модуль этого радиус-вектора), {\displaystyle {\vec {\mathrm {d} l}}} — вектор, длина которого равна {\displaystyle \mathrm {d} l,} а направление совпадает с направлением тока {\displaystyle {\mathcal {I}}} (считая, что направление тока определяется движением положительно заряженных частиц), {\displaystyle k^{\prime }} — константа, зависящая от выбора системы единиц: в системе СИ {\displaystyle k^{\prime }=\mu _{0}/4\pi } ({\displaystyle \mu _{0}} — магнитная постоянная), в системе СГС {\displaystyle k^{\prime }=1/c} ({\displaystyle c} — скорость света в вакууме). Знаком × в квадратных скобках здесь и ниже обозначается векторное произведение.
Закон Ампера определяет величину силы, с которой магнитное поле в данной точке действует на элемент тока:
{\displaystyle {\vec {\mathrm {d} F}}=k^{\prime \prime }{\mathcal {I}}\left[{\vec {\mathrm {d} l}}\times {\vec {B}}\right],}
где {\displaystyle {\vec {B}}} — величина магнитного поля в данной точке, равная векторной сумме магнитных полей, создаваемых всеми другими токами, {\displaystyle k^{\prime \prime }} — коэффициент, зависящий от выбранной системы единиц: в системе СИ он равен единице, в системе СГС — {\displaystyle k^{\prime \prime }=1/c} ({\displaystyle c} — скорость света в вакууме).
Закон Ампера является прямым следствием выражения для магнитной составляющей силы Лоренца — силы, с которой электромагнитное поле действует на заряженную частицу:
{\displaystyle {\vec {F}}=k^{\prime \prime }q\left[{\vec {v}}\times {\vec {B}}\right],}
где {\displaystyle q} — заряд частицы, {\displaystyle {\vec {v}}} — её скорость.
Закон Био — Савара — Лапласа может быть переписан в виде для плотности тока {\displaystyle {\vec {j}}}:
{\displaystyle {\vec {\mathrm {d} B}}=k^{\prime }{\frac {\left[{\vec {j}}\times {\vec {r}}\right]}{r^{3}}}\mathrm {d} V,}
где {\displaystyle \mathrm {d} V} — объём элемента объёмного тока, создающего поле. Из этой формы закона Био — Савара — Лапласа можно вывести теорему о циркуляции магнитной индукции, которая в дифференциальной форме принимает вид:
{\displaystyle \mathrm {rot} {\vec {B}}=4\pi k^{\prime }{\vec {j}}.}
В присутствии магнитной среды (то есть среды, способной к намагничиванию) её влияние характеризуется векторами намагниченности среды {\displaystyle {\vec {I}}} и напряжённости магнитного поля {\displaystyle {\vec {H}}.} При этом справедлива связь:
{\displaystyle {\vec {H}}={\frac {\vec {B}}{\mu _{0}}}-{\vec {I}}} — в системе СИ,
{\displaystyle {\vec {H}}={\vec {B}}-4\pi {\vec {I}}} — в системе СГС.
В линейных изотропных средах справедлива простая связь между величиной намагниченности и приложенным магнитным полем (физически более правильным было бы связывать намагниченность с величиной магнитной индукции, однако по историческим причинам её выражают обычно через напряжённость магнитного поля — ввиду линейной связи между величинами {\displaystyle {\vec {B}},} {\displaystyle {\vec {H}}} и {\displaystyle {\vec {I}}} принципиального значения это не имеет):
{\displaystyle {\vec {I}}=\kappa {\vec {H}},}
где коэффициент {\displaystyle \kappa } называется магнитной восприимчивостью среды. Часто оперируют также величиной магнитной проницаемости {\displaystyle \mu ,} определяемой как:
{\displaystyle \mu =1+\kappa } — в системе СИ,
{\displaystyle \mu =1+4\pi \kappa } — в системе СГС.
В этом случае справедливы соотношения:
{\displaystyle {\vec {B}}=\mu \mu _{0}{\vec {H}}} — в системе СИ,
{\displaystyle {\vec {B}}=\mu {\vec {H}}} — в системе СГС.
Ферромагнетики являются принципиально нелинейными средами, в частности, они подвержены явлению гистерезиса, и поэтому простые соотношения, указанные выше, для них несправедливы.
Теорема о циркуляции в магнитных средах принимает следующий вид:
{\displaystyle \mathrm {rot} {\vec {H}}=4\pi k^{\prime }{\vec {j}}.}

## История теории

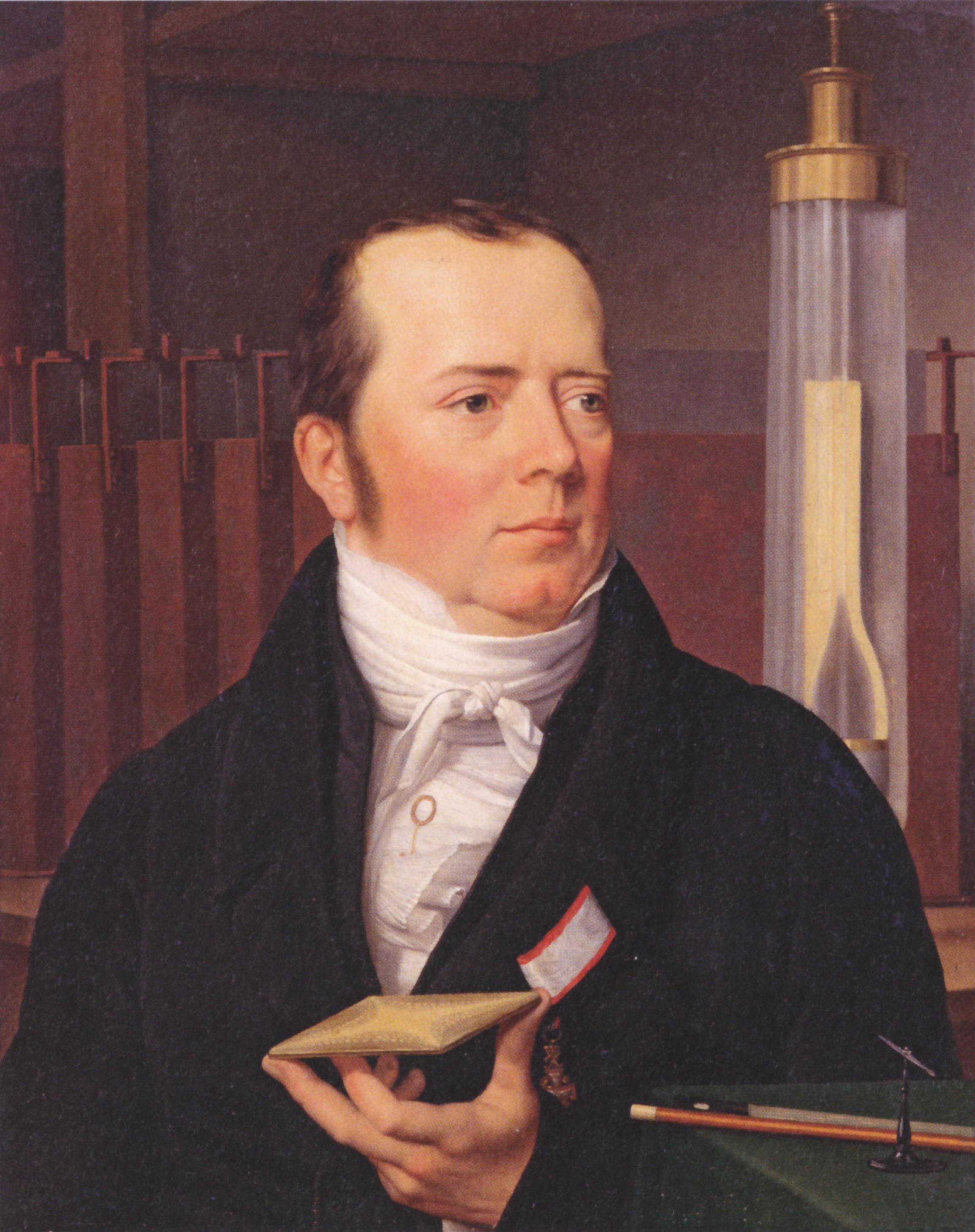
Ханс Кристиан Эрстед

Античные представления об электричестве и магнетизме
Первые упоминания об электрических и магнитных явлениях встречаются ещё в трудах древнегреческих учёных VI-III веков до нашей эры. Так, Фалес Милетский в VI веке до н.э. обратил внимание на способность натёртого янтаря притягивать лёгкие предметы. Он связывал это явление с особым "электрическим духом", заключённым в янтаре. В V веке до н.э. Демокрит выдвинул предположение, что частицы, составляющие магнит, имеют определённую ориентацию, позволяющую им притягиваться друг к другу. Аристотель в IV веке до н.э. описал способность магнита притягивать железные предметы и предложил считать магнетизм особым "качеством" материи.
Несмотря на первоначальные наблюдения, в античный период электрические и магнитные явления рассматривались лишь как курьёзные свойства некоторых природных материалов. Систематическое изучение электричества и магнетизма началось значительно позже.
Развитие электростатики и гальванизма
Существенный прогресс в изучении электрических явлений был достигнут в XVII-XVIII веках. В 1600 году английский учёный Уильям Гилберт опубликовал трактат "О магните", в котором впервые ввёл термин "электрический" для обозначения притягательных свойств натёртого янтаря. Он также установил, что Земля сама является огромным магнитом.
В 1729 году английский физик Стивен Грей провёл серию экспериментов, показавших, что электрический заряд может передаваться по проводникам на значительные расстояния. Его опыты положили начало развитию науки об электростатике. В 1733 году немецкий учёный Георг Вильгельм Рихман предложил шкалу для измерения величины электрического заряда. 
В 1745 году немецкий физик Эвальд Юрген фон Клейст и голландский учёный Питер Ван Мушенбрук независимо друг от друга изобрели "лейденскую банку" - первый конденсатор, способный накапливать и хранить электрические заряды. Это устройство позволило проводить более точные исследования электрических явлений.
Параллельно с развитием электростатики в XVIII веке происходило становление гальванизма - учения об электрохимических процессах. В 1786 году итальянский врач Луиджи Гальвани обнаружил, что сокращение мышц лягушки можно вызвать при соприкосновении с различными металлами. Эти эксперименты легли в основу представлений об "животном электричестве".  Вольта в 1800 году построил первый в мире гальванический элемент - прообраз современной электрической батареи.
Открытие электромагнитной индукции
Существенный прорыв в понимании взаимосвязи электрических и магнитных явлений произошёл в 1820-х годах. В 1820 году датский физик Ханс Кристиан Эрстед обнаружил, что электрический ток, протекающий по проводнику, вызывает отклонение магнитной стрелки. Это было первое экспериментальное доказательство связи между электричеством и магнетизмом.
Открытие Эрстеда вдохновило других учёных на дальнейшие исследования. В 1825 году французский физик Андре-Мари Ампер сформулировал законы взаимодействия проводников с электрическим током, доказав, что электрические токи создают вокруг себя магнитные поля. Ампер также выдвинул гипотезу о том, что магнетизм обусловлен движением электрических зарядов внутри вещества.

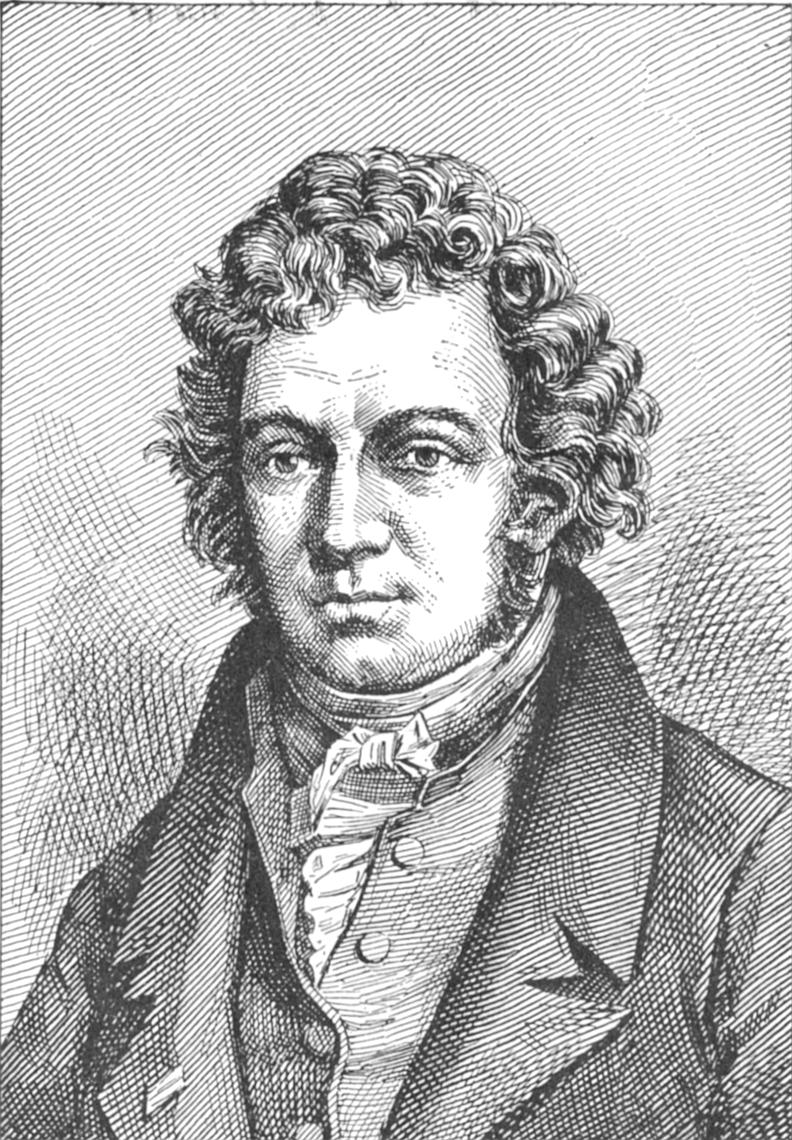
Андре-Мари Ампер

Ключевым событием стало открытие электромагнитной индукции английским физиком Майклом Фарадеем в 1831 году. Фарадей установил, что изменение магнитного поля вызывает возникновение электрического тока в проводнике, помещённом в это поле. Это явление легло в основу принципа работы генераторов, трансформаторов и многих других электрических устройств.

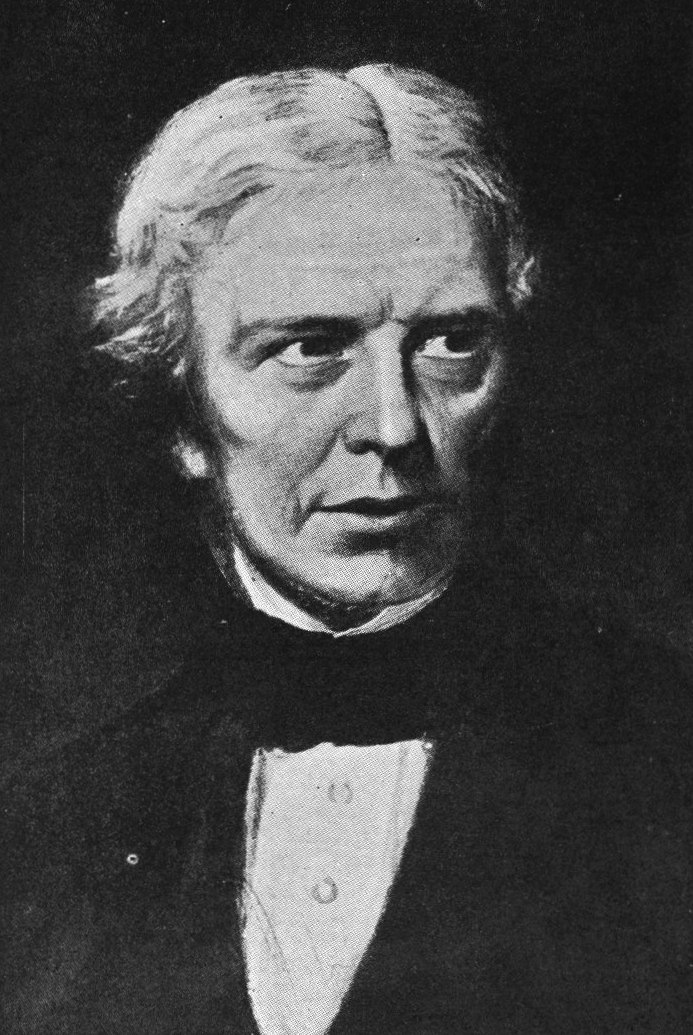
Майкл Фарадей

Развитие классической электродинамики
Теоретическое обобщение электрических, магнитных и индукционных явлений было сделано британским физиком Джеймсом Клерком Максвеллом в 1860-х годах. Он тщательно изучил работы предшественников - Фарадея, Ампера, Кулона и других пионеров электромагнетизма и сформулировал фундаментальные уравнения электромагнетизма, описывающие взаимосвязь электрических и магнитных полей. В 1865 году Максвелл опубликовал свою знаменитую статью "Динамическая теория электромагнитного поля", в которой предпринял первую попытку единого теоретического описания электрических, магнитных и оптических явлений. Он представил электромагнетизм как единое целое, основанное на концепции электромагнитного поля. В 1873 году Максвелл завершил работу над фундаментальным трудом "Трактат об электричестве и магнетизме". В этой книге он сформулировал систему уравнений, описывающих взаимосвязь электрических и магнитных полей. Эти уравнения, ныне известные как уравнения Максвелла, являются математической основой классической электродинамики. Максвелл также  в 1864 году предсказал существование электромагнитных волн, распространяющихся с конечной скоростью. После тщательного анализа своих уравнений им было выведено, что скорость распространения этих волн равна скорости света, что позволило ему сделать вывод о том, что свет является разновидностью электромагнитных волн.
Экспериментальное подтверждение существования электромагнитных волн было получено в 1888 году немецким физиком Генрихом Герцем. Он смог генерировать, излучать и принимать электромагнитные волны в лабораторных условиях, открыв тем самым новую главу в истории физики.
Открытие Герца стало отправной точкой для создания радиотехники. В 1895 году российский физик Александр Попов продемонстрировал первую в мире систему радиосвязи. Вскоре после этого итальянский инженер Гульельмо Маркони изобрёл первый коммерческий радиотелеграф.
Развитие классической электродинамики Максвелла-Герца в конце XIX века завершило формирование электромагнетизма как фундаментальной физической теории, объединившей электрические, магнитные и оптические явления.
Открытия в квантовой электродинамике
В начале XX века успехи классической электродинамики были дополнены революционными открытиями в области квантовой механики. В 1905 году Альберт Эйнштейн объяснил фотоэлектрический эффект, постулировав существование квантов света - фотонов. Это положило начало становлению квантовой электродинамики.
В 1927 году советский физик Пётр Капица обнаружил явление сверхтекучести жидкого гелия, открыв новое квантовое состояние вещества. В 1947 году американские физики Джон Бардин, Уолтер Браттейн и Уильям Шокли изобрели первый полупроводниковый транзистор, заложив основы современной микроэлектроники.
Дальнейшее развитие квантовой электродинамики в 1940-1950-х годах связано с работами Ричарда Фейнмана, Джулиана Швингера и Синъитиро Томонаги. Ими была создана последовательная теория взаимодействия электромагнитного поля с заряженными частицами, учитывающая квантовые эффекты.
Современные достижения и перспективы
Современная квантовая электродинамика является одной из наиболее точных физических теорий. Она позволяет с высокой точностью предсказывать и описывать широкий спектр электромагнитных явлений - от элементарных взаимодействий на субатомном уровне до сложных процессов в космических масштабах.
Знания в области электромагнетизма находят применение в самых разных областях - от электроники и радиотехники до астрофизики и космонавтики. Дальнейшее развитие электромагнитной теории открывает новые возможности для создания высокотехнологичных устройств, совершенствования современных технологий и глубокого познания окружающего мира.